# Soma Kanda
Soma Kanda (japanisch 神田 奏真 Kanda Soma; * 29. Dezember 2005 in Osaka, Präfektur Osaka) ist ein japanischer Fußballspieler.

## Karriere

### Verein
Soma Kanda erlernte das Fußballspielen in der Schulmannschaft der Shizuoka Gakuen High School. Seinen ersten Vertrag unterschrieb er am 1. Februar 2024 bei Kawasaki Frontale. Der Verein aus Kawasaki spielt in der ersten japanischen Liga, der J1 League. Sein Erstligadebüt gab Soma Kanda am 8. Dezember 2024 (38. Spieltag) im Heimspiel gegen Avispa Fukuoka. Bei dem 3:1-Erfolg wurde er in der 90.+1' für Shin Yamada eingewechselt.

### Nationalmannschaft
Soma Kanda spielte 2023 einmal für die japanische U18-Nationalmannschaft. 2024 kam er dreimal für die U19 zum Einsatz. Mit der U20-Mannschaft nahm er 2025 an der U20-Asienmeisterschaft in China teil. Im Halbfinale musste man sich dem späteren Sieger 
Australien mit 2:0 geschlagen geben.